# Чемпионат России по дзюдо 2022
Чемпионат России по дзюдо 2022 года проходил с 31 октября по 4 ноября в Екатеринбурге. В соревнованиях участвовали 524 представителя 59 регионов. Чечню представляли 25 дзюдоистов, из них двое завоевали бронзовые медали чемпионата.

## Медалисты

### Мужчины
| Категория                   | Золото                                                         | Серебро                                                    | Бронза                                                                      |
| --------------------------- | -------------------------------------------------------------- | ---------------------------------------------------------- | --------------------------------------------------------------------------- |
| Наилегчайший вес (до 60 кг) | Гамзат Заирбеков · Дагестан                                    | Сахават Гаджиев · Свердловская область                     | Изнаур Сааев · Чечня Аюб Блиев · Краснодарский край                         |
| Полулёгкий вес (до 66 кг)   | Абрек Нагучев · Краснодарский край                             | Абдула Абдулжалилов · Дагестан                             | Алим Балкаров · Тюменская область Роман Айвазян · Ставропольский край       |
| Лёгкий вес (до 73 кг)       | Армен Агаян · Санкт-Петербург · Московская область             | Казбек Нагучев · Краснодарский край                        | Аюб Хажалиев · Волгоградская область Буян-Херел Санаа · Тюменская область   |
| Полусредний вес (до 81 кг)  | Давид Карапетян · Москва · Московская область                  | Тимур Арбузов · Краснодарский край                         | Абас Азизов · Чечня Георгий Елбакиев · Московская область · Северная Осетия |
| Средний вес (до 90 кг)      | Ислам Шогенов · Кабардино-Балкария                             | Екубжон Назиров · Иркутская область                        | Ибрагимгаджи Сулейманов · Дагестан Сергей Скоробогатов · Красноярский край  |
| Полутяжёлый вес (до 100 кг) | Матвей Каниковский · Москва · Московская область               | Дмитрий Довгань · Ханты-Мансийский автономный округ — Югра | Нияз Билалов · Татарстан Казбек Занкишиев · Санкт-Петербург                 |
| Тяжёлый вес (свыше 100 кг)  | Валерий Ендовицкий · Краснодарский край · Свердловская область | Инал Тасоев · Санкт-Петербург · Северная Осетия            | Джавад Гусейнов · Тюменская область Ислам Акарашев · Москва                 |

### Женщины
| Категория                   | Золото                                                       | Серебро                                                   | Бронза                                                                                            |
| --------------------------- | ------------------------------------------------------------ | --------------------------------------------------------- | ------------------------------------------------------------------------------------------------- |
| Наилегчайший вес (до 48 кг) | Сабина Гилязова · Челябинская область · Свердловская область | Ирэна Хубулова · Санкт-Петербург · Северная Осетия        | Аина Моисеева · Свердловская область · Якутия Дарья Пичкалёва · Санкт-Петербург                   |
| Полулёгкий вес (до 52 кг)   | Алеся Кузнецова · Иркутская область                          | Анастасия Поликарпова · Москва                            | Оксана Кобелева · Свердловская область Татьяна Цыганкова · Брянская область · Красноярский край   |
| Лёгкий вес (до 57 кг)       | Дарья Курбонмамадова · Самарская область                     | Анастасия Конкина · Санкт-Петербург · Самарская область   | Яна Джумаева · Свердловская область Ксения Галицкая · Краснодарский край                          |
| Полусредний вес (до 63 кг)  | Дали Лилуашвили · Свердловская область                       | Анастасия Гончарова · Краснодарский край                  | Ксения Медведева · Брянская область Екатерина Цыберт · Свердловская область                       |
| Средний вес (до 70 кг)      | Мадина Таймазова · Санкт-Петербург · Северная Осетия         | Дина Гизатулина · Челябинская область                     | Дарья Храмойкина · Кемеровская область Яна Полякова · Свердловская область                        |
| Полутяжёлый вес (до 78 кг)  | Александра Бабинцева · Москва                                | Алёна Прокопенко · Санкт-Петербург · Свердловская область | Анастасия Нужненкова · Ростовская область Антонина Шмелёва · Орловская область · Тверская область |
| Тяжёлый вес (свыше 78 кг)   | Мария Иванова · Самарская область                            | Дарья Владимирова · Краснодарский край                    | Альфия Дашкина · Самарская область Анна Гущина · Ямало-Ненецкий автономный округ                  |